# Зыбин (село)
Зыбин (укр. Зибін) — село на Украине, основано в 1923 году, находится в Малинском районе Житомирской области. При въезде в село на дорожном знаке название населённого пункта указано как Зибен.
Код КОАТУУ — 1823482203. Население по переписи 2001 года составляет 57 человек. Почтовый индекс — 11600. Телефонный код — 4133. Занимает площадь 0,442 км².

## Адрес местного совета
11655, Житомирская область, Малинский р-н, с. Ворсовка